# Арташес IV
Арташе́с IV — останній аршакідський цар Великої Вірменії (422–428). Був усунутий від влади за змовою вірменських нахарарів. З того періоду Вірменією правили марзпани, яких призначали перські правителі.